# Canta en Español (Dalida)
Canta en Español è una raccolta postuma della cantante italo-francese Dalida, pubblicata nel 1992 e commercializzata in Spagna.
L'album, in CD jewel case, contiene quattordici tracce. Sono tutte versioni in spagnolo di brani del repertorio di Dalida.
Una musicassetta con il medesimo titolo di questa compilation uscì già nel 1984 in Francia. Conteneva 10 brani: Soleil mi sol, Por el telefono, Hay que bailar reggae, Las palabras corrientes, Io t'amerò, Morir cantando, El restaurante italiano, Déjame bailar, Tu nombre e Si el amor se acaba me voy.

## Tracce
1. Soleil mi sol (versione in spagnolo di Soleil)
2. Por el telefono (versione in spagnolo di Téléphonez-moi)
3. Hay que bailar reggae (versione in spagnolo di Il faut danser reggae)
4. Tenia dieciocho años (versione in spagnolo di Il venait d'avoir 18 ans)
5. Morir cantando (versione in spagnolo di Mourir sur scène)
6. Déjame bailar (versione in spagnolo di Laissez-moi danser)
7. Volverás (versione in spagnolo di J'attendrai)
8. Gigi el amoroso (versione in spagnolo di Gigi l'amoroso)
9. Las palabras corrientes (versione in spagnolo di Les p'tits mots)
10. Yo te amo (Io t'amerò - versione in spagnolo di Comment l'oublier)
11. El restaurante italiano (versione in spagnolo di Le restaurant italien)
12. Tu nombre (versione in spagnolo di Ton prénom dans mon cœur)
13. Si el amor se acaba me voy (versione in spagnolo di Quand je n'aime plus je m'en vais)
14. Por no vivir a solas (versione in spagnolo di Pour ne pas vivre seul)